# Ливели Инфериори (Кремона)
Ливели Инфериори је насеље у Италији у округу Кремона, региону Ломбардија.
Према процени из 2011. у насељу је живело 24 становника. Насеље се налази на надморској висини од 30 м.